# هدلو داون

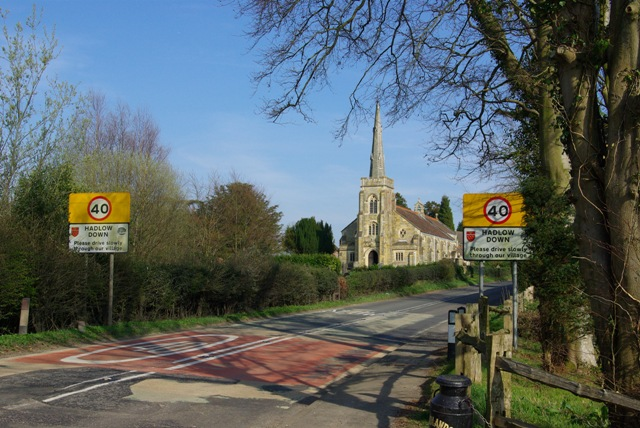
کلیسایی در هدلو داون

هدلو داون (به انگلیسی: Hadlow Down) یک روستا و محله مدنی در بریتانیا است که در Wealden واقع شده‌است. هدلو داون ۱۷٫۰ کیلومتر مربع مساحت و ۸۵۷ نفر جمعیت دارد.